# Orange City (Florida)
Orange City is een plaats (city) in de Amerikaanse staat Florida, en valt bestuurlijk gezien onder Volusia County.

## Demografie
Bij de volkstelling in 2000 werd het aantal inwoners vastgesteld op 6604.
In 2006 is het aantal inwoners door het United States Census Bureau geschat op 9267, een stijging van 2663 (40.3%).

## Geografie
Volgens het United States Census Bureau beslaat de plaats een oppervlakte van
15,9 km², waarvan 15,7 km² land en 0,2 km² water. Orange City ligt op ongeveer 10 m boven zeeniveau.

## Plaatsen in de nabije omgeving
De onderstaande figuur toont nabijgelegen plaatsen in een straal van 16 km rond Orange City.